# 锡尔苗内
锡尔苗内（義大利語：Sirmione），是意大利北部伦巴第大区布雷西亚省的一个市镇。总面积33.87平方公里，人口8050人，人口密度237.7人/平方公里（2009年）。国家统计（ISTAT）代码为017179。毗邻加尔达湖群滨代森扎诺（伦巴第大区）和加尔达渔村（威尼托大区维罗纳省）。其历史中心位于伸入加尔达湖的锡尔米奥半岛。